# ニノキノコスター
ニノキノコスター（4月16日 - ）は、日本の劇作家、演出家。オレンヂスタ所属。
小劇場の俳優が落語をやる会"小名古屋落語会"「ナゴヤはいゆう寄席」席亭、日本劇作家協会 東海支部員。

## 来歴
愛知県豊田市出身。名古屋学芸大学メディア造形学部 映像メディア学科 一期生。
5歳～15歳まで「豊田シティバレエ団」にてクラシックバレエを習う。
愛知県立豊田西高等学校在学時に演劇と出会い、名古屋大学劇団新生で俳優、作・演出、制作、宣伝美術として活動。
2004年3月に名古屋学生劇団協会(NGK)事務局メンバーとしてNGKプロデュースvol.2 『彼女の愛した百鬼夜行』に出演。作・演出の竹内佑（デス電所）の元で、名古屋大阪二都市公演を行う。
2009年8月、オレンヂスタ旗揚げ。
2012年11月、演劇動画15分一本勝負「第1回 クォータースターコンテスト(QSC)」にて、オレンヂスタ 12ヶ月連続Ustream公演 vol.1『所信表明、それはテロル。』が審査員の映像ディレクター・大根仁の第2位に投票される。
2013年、特定非営利活動法人パフォーミンクアーツネットワークみえ「育む劇場」『横山拓也×「書く」×津あけぼの座～長編戯曲を書く～』にて横山拓也（iaku）に師事。その際に執筆した戯曲『白黒つかない』が 第20回 日本劇作家協会新人戯曲賞 一次選考に通過。
2014年以降、登龍亭福三（落語家）・加藤智宏（office perky pat)と、名古屋の小劇場の俳優が自由に落語を演じる場として「小（こ）名古屋落語会」を立ち上げ、席亭として年数回「ナゴヤはいゆう寄席」を開催。
2017年、愛知人形劇センター presents「劇作家とつくる短編人形劇」にて上演した『MANGAMAN』が「P新人賞 2017」において「P新人賞」「観客賞」W受賞。
2020年、「CoRich舞台芸術まつり！2020春」にて『黒い砂礫』が最終審査 進出。コロナ禍により審査・選考・講評中止となる。
2022年、日本演出者協会 主催「若手演出家コンクール2022」にて『「サトくん」のこと。』が最優秀賞 受賞。

## 主な作品

### オレンヂスタ
(作・演出　主な作品)
- 『ぜつぼうこうじょう』（2009年）
- 『童話道程スプラッタァ』（2010年）
- 『臨界突破ボルチニコフ』（2010年）
- 『ノーナイ・パンクス(再)』（2011年）
- 『犬殺しターくんと非実在チーちゃん』（2013年）
- 『白黒つかない』（2014年）
- 『いかものぐるい』（2017年）
- 『ドミノノノノノノノハラノ』（2018年）
- 『黒い砂礫』（2020年）
- 『繭の森』（2022年）
- 『街窩の燈火』（2024年）

### その他
- チェルシイとバニーガール×オレンヂスタ『ニコイチ』（作・演出）（2011年）
- AAFリージョナル・シアター2013  ～京都と愛知 vol.3～ Bungakuコンプレックス 『地獄変』（脚色・演出）（2013年）
- afterimage×オレンヂスタ あいちトリエンナーレ祝祭ウィーク事業 『サ××ド・オブ・ミュージック』（作）（2013年）
- アリスインプロジェクト×オレンヂスタ『アリスインデッドリースクール オルタナティブ・NAGOYA』（演出）（2015年）
- 日本劇作家協会×日本演出者協会 『木村さんと鈴木さん』（作）（2015年）
- 短距離男道ミサイル×オレンヂスタ×コトリ会議「対ゲキだよ！全員集合」『新興宗教ワタシ教』（作・演出）（2015年）
- いいだ人形劇フェスタ2016　あいちトリエンナーレ2016 並行企画事業 human with puppet
- 「シェイクスピアが笑う夜～『リア王』から～」（脚色・演出）（2016年）
- アリスインプロジェクト×オレンヂスタ『真説・まなつの銀河に雪のふるほし NAGOYA』（演出）（2017年）
- 愛知人形劇センター・ひまわりホール30周年制作 人形劇『犀』（構成・演出）（2020年）
- 総合劇集団 俳優館 学校巡回公演『ぐりむ♪りむりぐ♫むりぐ♬りむ』（作・演出）（2021年）
- 愛知人形劇センター Presents『人形劇・寿歌』脚本・監修：北村想（演出）（2022年）